# Hansa-Brandenburg
Hansa-Brandenburg AG (originalno Hansa und Brandenburgische Flugzeugwerke AG) bilo nemško podjetje za proizvodnjo letal, ki je delovalo med prvo svetovno vojno. Ustanovljeno je bilo 1914 z nakupom tovarne Brandenburgische Flugzeugwerke. Do jeseni 1915 je postal največji proizvajalec letal v Nemčiji s kapitalom 1.500.000 mark, 1.000 zaposlenimi in še dvema tovarnama - eno v Rummelsburgu v Berlinu in eno v Wandsbeku v Hamburgu.
Čeprav je proizvodnja potekala v Nemčiji, je bil glavni Avstrijec Castiglioni in veliko letal podjetja je bilo prodanih avstro-ogrskem letalskemu korpuse. Podjetje je postalo še posebej znano po zelo uspešni seriji lovcev in izvidniških letal, ki jih je uporabljala cesarska nemška mornarica. Povojnega trga Hansa-Brandenburg ni preživela in je leta 1919 prenehala delovati.

## Letala
- Hansa-Brandenburg BI
- Hansa-Brandenburg CI
- Hansa-Brandenburg CC
- Hansa-Brandenburg DI
- Hansa-Brandenburg GI
- Hansa-Brandenburg GW
- Hansa-Brandenburg KDW
- Hansa-Brandenburg W
- Hansa-Brandenburg W.11
- Hansa-Brandenburg Ž.12
- Hansa-Brandenburg W.13
- Hansa-Brandenburg W.19
- Hansa-Brandenburg W.20
- Hansa-Brandenburg W.27
- Hansa-Brandenburg W.29
- Hansa-Brandenburg W.33